# The Legend of Zelda: Spirit Tracks
The Legend of Zelda: Spirit Tracks is de titel voor een action-adventure videospel, ontwikkeld door Nintendo voor de Nintendo DS. President van Nintendo, Satoru Iwata, kondigde het spel voor het eerst aan tijdens de Game Developers Conference 2009 en is reeds uitgebracht. Het spel zal net zoals de voorgangers The Wind Waker en Phantom Hourglass gebruikmaken van de zogenaamde Cell-shadedstijl.

## Het spel zelf
Daar waar de speler in het vorige spel vanuit een stoomboot piraten moest afschieten, moet hij/zij nu vanuit een stoomtrein op andere objecten schieten met een kanon.
Het spel zal zich 100 jaar na Phantom Hourglass afspelen en bevat vele elementen van de voorganger. Zo komt de Phantom, die men normaal alleen vond in de tempel van de oceaankoning, terug als speelbaar karakter. Men bestuurt hem op dezelfde manier als in de multiplayermode van Phantom Hourglass (dus door lijnen te trekken als route waarin hij moet lopen) en hij kan de speler nu helpen door bijvoorbeeld hem over lava te dragen of op schakelaars te gaan staan. De besturing werkt hetzelfde. De naam (Spirit Tracks dus), komt van de zogeheten spirit tracks, die de spelers naar de tempels voeren en een belangrijk onderdeel vormen van het land van Hyrule.

## Verhaal
Honderd jaar na de gebeurtenissen van Phantom Hourglass woont Link in een nieuw Hyrule. Hij staat op het punt om af te studeren als machinist. Na de diplomeringsceremonie vertelt prinses Zelda dat ze zich zorgen maakt om de Tower of Spirits, een grote toren in het midden van Hyrule waar de kwaadaardige demonenkoning Malladus gevangen wordt gehouden. Link neemt haar mee naar de toren, maar ze zien hoe de toren ineenstort en alle spoorwegen verdwijnen. Vervolgens ontvoeren Kanselier Cole en zijn handlanger Byrne Zelda en ze ontsnappen met Malladus. De geest van Zelda weet echter uit haar lichaam te ontsnappen en weet Link over te halen om haar te helpen de toren en de sporen te herstellen. Samen gaan ze naar de Tower of Spirits, waar ze Anjean tegenkomen, een van de Lokomo's, beschermers van de toren. Anjean legt uit dat de toren als een slot fungeerde voor de gevangenis van Malladus, en dat de spoorwegen, de Spirit Tracks, energie transporteerden die vanuit tempels werd opgewekt om het slot werkend te houden. Iets heeft de energiebronnen aangetast waardoor het slot niet meer werkt.
Link en Zelda gaan de Tower of Spirits in om een nieuwe landkaarten te vinden waarmee de rails deels hersteld wordt. De toren wordt echter bewaakt door Phantoms. Zelda ontdekt dat haar geest Phantoms tijdelijk over kan nemen. Vervolgens trekken ze nieuwe delen van Hyrule en helpen daar andere Lokomo's om de energiebronnen van de tempels te bevrijden en de verbinding tussen de tempels en de Tower of Spirits te herstellen. Elke keer wanneer ze een verbinding herstellen, wordt een deel van de toren gerepareerd waardoor ze hoger in de toren kunnen komen om nieuwe landkaarten te vinden. Wanneer ze de laatste landkaart vinden, komen ze Coles handlanger Byrne tegen. Ook bij blijkt een Lokomo te zijn, maar sloot zich aan bij Malladus. Anjean redt hen van Byrne. Wanneer ze de verbinding met de laatste tempel hersteld hebben en de Tower of Spirits weer helemaal gerepareerd is, nemen Link en Zelda het op tegen Byrne en verslaan hem. Op de top van de toren zien ze hoe het lichaam van Zelda als drager voor de geest van Malladus wordt gebruikt. Cole en Malladus zetten Byrne aan de kant en hij komt daardoor tot inkeer.
Byrne legt uit dat Malladus zich schuilhoudt in een speciaal gebied van Hyrule dat men het Dark Realm noemt. Om daar te komen hebben Link en Zelda een speciaal kompas nodig dat boven in de Tower of Spirits ligt. Anjean legt uit dat om daar te komen en om Malladus uit Zelda's lichaam te halen, een speciaal type pijl en boog nodig hebt. Ze slagen erin deze boog te vinden in een van de tempels en halen het kompas uit de Tower of Spirits. Om hen te helpen geeft Anjean een speciaal zwaard van de Lokomo's. In de Dark Realm weten Link en Zelda Malladus op te sporen en hem uit Zelda's lichaam te verdrijven. Zelda krijgt haar eigen lichaam terug en Malladus neemt het lichaam van Cole over. Met behulp van Byrne en Zelda slaagt Link erin om Malladus opnieuw te verslaan, maar Byrne offert zichzelf op wanneer hij Link en Zelda redt. Anjean en de andere Lokomo's stellen dat Byrne ooit nog eens zal terugkeren. Ook zeggen zij hun taak nu volbracht is. Ze veranderen in Spirits, beloven dat ze ooit terug zullen keren en vliegen weg. Zelda keert terug als prinses van Hyrule en Link krijgt de keuze om zich bij Zelda's koninklijke garde aan te sluiten of om machinist te blijven.

## Ontvangst
| Beoordeeld door                         | Jaar | Score |
| --------------------------------------- | ---- | ----- |
| Official Nintendo Magazine              | 2009 | 91%   |
| Cubed3                                  | 2009 | 90%   |
| NintendoWorldReport                     | 2009 | 90%   |
| Jeuxvideo.com                           | 2009 | 90%   |
| Thunderbolt Games                       | 2010 | 90%   |
| That Gaming Site                        | 2009 | 90%   |
| Gamervision                             | 2009 | 88%   |
| GNT - Generation Nouvelles Technologies | 2009 | 80%   |
| JeuxVideoPC.com                         | 2009 | 80%   |
| The Video Game Critic                   | 2010 | 75%   |

## Trivia
- Het spel is opgenomen in het boek 1001 Video Games You Must Play Before You Die van Tony Mott.